# Nikola Holmes
Nikola Holmes (* 18. Februar 1981 in Bellflower, Kalifornien) ist eine ehemalige US-amerikanisch-deutsche Eishockeyspielerin. Ihre ältere Schwester Annamarie Holmes war ebenfalls Eishockeynationalspielerin, allerdings für ihr Geburtsland USA. 

## Karriere
Aufgewachsen im Bundesstaat Minnesota, spielte Holmes von 1999 bis 2003 im Team der Princeton University, wo sie Anglistik studierte. Danach spielte sie zwei Spielzeiten beim EHC Memmingen. Aus Berufsgründen zog sie im Sommer 2005 nach Berlin und spielte dort bis 2007 beim OSC „Eisladies“ Berlin. 2006 gewann sie mit der Mannschaft den deutschen Meistertitel. 
Zwischen Dezember 2003 und dem Ende der Saison 2006/07 war Holmes Mitglied der deutschen Nationalmannschaft und nahm mit dieser an einer Vielzahl von Turnieren teil.
Im Juni 2007 kehrte Nikola Holmes aus beruflichen Gründen wieder nach Nordamerika zurück.

## Nationalmannschaftskarriere
- Air Canada Cup 2005, 2006
- Olympische Winterspiele 2006
- Weltmeisterschaft 2007